# Phragmidium tuberculatum
Phragmidium tuberculatum är en svampart som beskrevs av J.B. Müll. 1885. Phragmidium tuberculatum ingår i släktet Phragmidium och familjen Phragmidiaceae.   Inga underarter finns listade i Catalogue of Life.